# إنوسبور (فيرمونت)
إنوسبور (بالإنجليزية: Enosburgh, Vermont)‏ هي بلدة تقع بولاية فيرمونت في الولايات المتحدة. تبلغ مساحتها 126.2 (كم²)، وترتفع عن سطح البحر 254 م، بلغ عدد سكانها 2788 نسمة في عام 2000 حسب إحصاء مكتب تعداد الولايات المتحدة وتصل الكثافة السكانية فيها 22.2 نسمة/كم2.

## أعلام
- موسى نيلسون بيكر
- إي. ماسون هوبر

## وصلات خارجية
- The US50 - Cities and Towns in Vermont State
- Vermont Cities and Towns, Facts, Map, Flag, Colleges, Government, and More